# 海丰县总农会旧址
海丰县总农会旧址，位于中国广东省汕尾市海丰县海城镇龙津河畔，为海丰县的一个县级文物保护单位，类型为近现代重要史迹及代表性建筑，公布时间为2004年12月31日。
海丰县总农会旧址的历史年代为1923年。

## 历史
海丰总农会旧址原是明代天妃庙。1923年1月1日，各区农会代表60多人，受全县两万多名会员委托，在此成立海丰总农会。
会议通过了总农会的组织章程，选举县农会的领导机构。彭湃为总农会会长。会后，总农会在此办公。

## 建筑
该建筑坐北向南，东与赤山约农会旧址相邻。面宽三间12.5米，进深二进20.5米，面积256.25平方米。抬梁式结构，两侧筑有封火墙。
后因年久失修，蚁蛀腐烂，1978年由县政府拨款5万元按原状重修。